# Renate Dürr
Renate Dürr (* 29. März 1961 in Bologna) ist eine deutsche Historikerin.
Renate Dürr studierte von 1982 bis 1988 Geschichts- und Politikwissenschaften an der Universität Hamburg und an der FU Berlin. Sie arbeitete von 1988 bis 1989 als Wissenschaftliche Mitarbeiterin an der FU Berlin bei Knut Schulz für ein Forschungsprojekt über deutsche Handwerker in Italien vom 14. bis 16. Jahrhundert. Von 1990 bis 1993 hatte sie ein Promotionsstipendium des Evangelischen Studienwerks Villigst. 1994 promovierte sie. Von 1994 bis 1999 hatte sie Lehraufträge an den Universitäten Tübingen und Stuttgart. Dürr war von 1996 bis 1999 wissenschaftliche Mitarbeiterin in einem von Luise Schorn-Schütte geleiteten Forschungsprojekt über die evangelische und katholische Geistlichkeit in der Frühen Neuzeit. Von 1999 bis 2004 war Dürr Assistentin am Lehrstuhl Frühe Neuzeit der Universität Frankfurt am Main. Im Jahr 2003 erfolgte ihre Habilitation mit der Arbeit Kirchenräume. Handlungsmuster von Pfarrern, Obrigkeiten und Gemeinden in Stadt und Kleinem Stift Hildesheim, 1550–1750. Von 2004 bis 2005 war sie Hochschuldozentin. Von 2006 bis 2011 lehrte sie als Professorin für Geschichte der Frühen Neuzeit an der Universität Kassel. Dürr lehrt seit Oktober 2011 als Professorin für Neuere Geschichte an der Universität Tübingen. Sie ist seit 2006 Mitglied in der Historischen Kommission für Hessen. Dürr ist seit 2016 stellvertretende Sprecherin des Sonderforschungsbereichs 923 „Bedrohte Ordnungen“.
Dürrs Forschungsschwerpunkte sind die Frauen- und Geschlechtergeschichte, die Geschichte der europäischen Expansion und der wechselseitige Kulturtransfer sowie die Konfessionalisierung und Religiosität in der Frühen Neuzeit.

## Schriften (Auswahl)
Monografien
- Politische Kultur in der frühen Neuzeit. Kirchenräume in Hildesheimer Stadt- und Landgemeinden 1550–1750 (= Quellen und Forschungen zur Reformationsgeschichte. Bd. 77). Gütersloher Verlags-Haus, Gütersloh 2006, ISBN 978-3-579-01647-4.
- Frauenarbeit in Haus, Handel und Gewerbe – ihr Beitrag zur Hamburger Stadtwirtschaft im 14. Jahrhundert (= Hochschulschriften. Bd. 10). Trafo, Berlin 2005, ISBN 3-89626-543-1.
- Mägde in der Stadt. Das Beispiel Schwäbisch Hall in der frühen Neuzeit (= Geschichte und Geschlechter. Bd. 13). Campus-Verlag, Frankfurt am Main 1995, ISBN 3-593-35389-X.

Herausgeberschaften
- Threatened knowledge. Practices of knowing and ignoring from the Middle Ages to the twentieth century. Routledge, London 2022, ISBN 978-0-367-52323-7.
- mit Annette Gerok-Reiter, Andreas Holzem, Steffen Patzold: Religiöses Wissen im vormodernen Europa. Schöpfung, Mutterschaft, Passion. Schöningh, Paderborn 2019, ISBN 978-3-506-78223-6.
- mit Gerd Schwerhoff: Kirchen, Märkte und Tavernen. Erfahrungs- und Handlungsräume in der Frühen Neuzeit (= Zeitsprünge. Forschungen zur Frühen Neuzeit. Bd. 9, 2005, 3/4). Klostermann, Frankfurt 2005, ISBN 3-465-03413-9.
- Eigene und fremde Frühe Neuzeiten. Genese und Geltung eines Epochenbegriffs (= Historische Zeitschrift. Beihefte. Bd. 35). Oldenbourg, München 2003, ISBN 3-486-64435-1.